# Laurent Garnier
Laurent Garnier (Boulogne sur Seine, 1º febbraio 1966) è un disc jockey francese.

## Biografia
Già nei primi anni Ottanta, ancora adolescente, inizia ad interessarsi di musica elettronica, diventando così dj. Si trasferisce così prima a Londra, poi a Manchester suonando in piccoli club delle due città e facendosi riconoscere per essere stato uno dei primi a portare la house music prodotta negli Stati Uniti, nel cuore musicale del vecchio continente. Alla fine degli anni Ottanta viene ingaggiato come resident per l'Haçienda di Manchester, club frequentato anche da gruppi come gli Stone Roses e gli Happy Mondays che rimangono affascinati dal suo stile, già all'epoca molto aperto e ricettivo verso il nuovo. Fu così che le due formazioni iniziarono a contaminare il loro rock con ritmiche house.

## In Francia
Dopo questo periodo di crescita, decide di tornare nella sua Francia, trasferendosi in una Parigi dei primi anni Novanta dove il fervore per la musica elettronica inizia a farsi sentire. Prende subito in gestione la consolle del famoso Wake Up Club, e mettendo in mostra le sue migliori doti, cioè la grande personalità e la tecnica di mixaggio, definita da molti "chirurgica", inizia a farsi conoscere anche dal pubblico continentale. In concomitanza con la sua ascesa in qualità di Dj, Garnier inizia anche la sua attività da producer. Entra nel roster della major FNAC dove pubblica nel 1993 la raccolta French connection e poi l'EP The Bout de Souffle. Entra così in contatto con altri emergenti della scienza parigina come Shazz, Loudovic Navarre e DJ Deep.
Dopo questa esperienza, insieme all'amico conosciuto proprio alla FNAC Eric Morand, decide di formare una nuova label, la F-Communication etichetta specializzata nella ricerca all'interno del campo dell'elettronica d'avanguardia, con una concezione puramente crossover. Intanto Laurent Garnier si fa conoscere sempre di più alle masse, partecipando a serate in club di tutta Europa (e successivamente del mondo), concerti ed eventi dance di primo piano. Col tempo muta il suo interesse per la prima house (discorrendo dalla deep alla prima acid) in una continua contaminazione con groove techno ispirati al sound di Detroit e una vena jazz, tuttavia lascia sempre aperto un varco verso la ricerca, che lo fa spesso tuffare nel funk, nel dub, nel trip hop ecc., un abbracciare a 360° gradi che lo ha reso simpatico a tutto l'ambiente di appassionati della musica dance "colta" e, grazie al suo approccio con la musica, diventa l'unico dj riconosciuto e ammirato anche dal pubblico intellettuale europeo.
Nel 1995 esce il suo apprezzatissimo album Shot in the dark, seguito poi due anni dopo da 30 e poi nel 2000 da Unreasonable behaviour, il più apprezzato secondo la critica, anche grazie alla pietra miliare The man with red face contenuta al suo interno. Nel mezzo tante produzioni e remix, anche di nomi storici della musica come i Green Velvet. Intanto il suo carisma cresce e diventa una sorta di "mammasantissima" per la EDM d'oltralpe, tanto che diventa promotore di tutti quegli artisti che diventeranno alfieri di quello che viene definito "French Touch", come Cassius, Daft Punk, o anche Shazz o St. Germain.

## Ultimo periodo

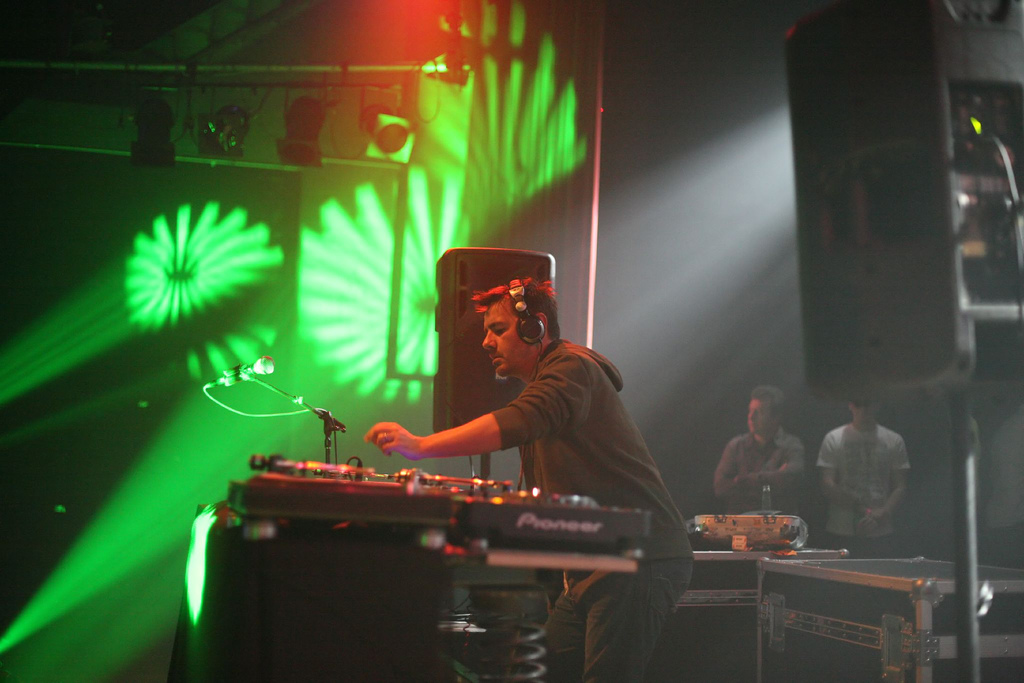
Garnier, 2007

A metà degli anni 2000 iniziano anche collaborazioni con jazzisti di fama mondiale come il pianista e tastierista norvegese Bugge Wesseltoft e il solista di oud Dhafer Youssef, intanto arriva il suo quarto album The Cloud Making Machine. Da citare però in questi anni l'uscita di raccolte di sue opere e di remix inediti come Excess Luggage, Life: styles e la fortunata Retrospective nel 2006, anno in cui prepara per l'etichetta Rapster un capitolo della sua serie di compilation The Kings Of... (serie che dedica ad ogni genere una raccolta selezionata e mixata dai suoi grandi rappresentanti, contando collaborazioni con artisti come DJ Premiere e i Masters at Work), ovvero The Kings of Techno, per la quale ha collaborato con il suo amico, già simbolo della techno, Carl Craig. All'interno di The Kings of Techno un lungo viaggio che parte dal soul di Aretha Franklin fino alla detroit techno di Jeff Mills.
Ormai considerato uno dei più grandi dj e produttori del mondo, Laurent Garnier prova ad ottenere simili appellativi anche per la sua attività di manager discografico: negli anni sulla sua F-Com dà spazio e lancia artisti come Mr.Oizo, Jori Hulkkonen, alexkid, ma collabora anche con nomi ben affermati come il canadese Tiga o Funk D'Void, Carl Cox, aril Brikha e tanti altri. Nel 2010 Laurent Garnier ha dato vita al progetto L.B.S. che coinvolge, oltre a lui, Benjamin Rippert e Stephane "Scan X" Dri. Garnier vive il progetto come una nuova fase della sua carriera, in cui va oltre il classico ruolo del dj per offrire al pubblico una esperienza nuova.